# Netball-Weltmeisterschaft 2023
Die Netball-Weltmeisterschaft 2023 (englisch Netball World Cup 2023) war die 16. Austragung der Netball-Weltmeisterschaft. Die Weltmeisterschaft fand erstmals im südafrikanischen Kapstadt statt. Austragungsort war das Cape Town International Convention Centre, das Kongresszentrum der Stadt. Organisiert wurde diese von Netball South Africa unter dem Dach von World Netball. Im Finale setzte sich Australien mit 61:45 gegen England durch und konnte sich so die zwölfte Weltmeisterschaft sichern.
Ebenfalls um die Austragung beworben hatte sich Auckland in Neuseeland, das bereits 1975 und 2007 Gastgeber war.

## Qualifizierte Mannschaften
- Australien (Weltrangliste)
- Barbados (Amerika)
- England (Weltrangliste)
- Fiji (Ozeanien)
- Jamaika (Weltrangliste)
- Malawi (Afrika)
- Neuseeland (Weltrangliste)
- Schottland (Europa)
- Simbabwe (Afrika)
- Singapur (Asien)
- Sri Lanka (Asien)
- Südafrika (Gastgeber)
- Tonga (Ozeanien)
- Trinidad und Tobago (Amerika)
- Uganda (Weltrangliste)
- Wales (Europa)

## Vorrunde
Die jeweils drei Gruppenbesten qualifizieren sich in der Zwischenrunde für die Gruppen F und G, die Gruppenvierten für die Gruppe E.

### Gruppe A
Tabelle
| Rang | Land       | Gew. | Unent. | Verl. | Punkte |
| ---- | ---------- | ---- | ------ | ----- | ------ |
| 1    | Australien | 3    | 0      | 0     | 6      |
| 2    | Tonga      | 2    | 0      | 1     | 4      |
| 3    | Fiji       | 1    | 0      | 2     | 2      |
| 4    | Simbabwe   | 0    | 0      | 3     | 0      |

Spiele
| 28. Juli (9:00) | Kapstadt (Court 2) | Tonga 56 | – | Fiji 51 |
|                 |                    |          |   |         |

| 28. Juli (9:00) | Kapstadt (Court 1) | Australien 86 | – | Simbabwe 30 |
|                 |                    |               |   |             |

| 29. Juli (9:00) | Kapstadt (Court 2) | Simbabwe 40 | – | Fiji 52 |
|                 |                    |             |   |         |

| 29. Juli (11:00) | Kapstadt (Court 1) | Australien 85 | – | Tonga 38 |
|                  |                    |               |   |          |

| 30. Juli (9:00) | Kapstadt (Court 1) | Australien 101 | – | Fiji 32 |
|                 |                    |                |   |         |

| 30. Juli (18:00) | Kapstadt (Court 2) | Tonga 55 | – | Simbabwe 46 |
|                  |                    |          |   |             |

### Gruppe B
Tabelle
| Rang | Land       | Gew. | Unent. | Verl. | Punkte |
| ---- | ---------- | ---- | ------ | ----- | ------ |
| 1    | England    | 3    | 0      | 0     | 6      |
| 2    | Malawi     | 2    | 0      | 1     | 4      |
| 3    | Schottland | 1    | 0      | 2     | 2      |
| 4    | Barbados   | 0    | 0      | 3     | 0      |

Spiele
| 28. Juli (20:00) | Kapstadt (Court 1) | England 90 | – | Barbados 29 |
|                  |                    |            |   |             |

| 28. Juli (20:00) | Kapstadt (Court 2) | Malawi 55 | – | Schottland 49 |
|                  |                    |           |   |               |

| 29. Juli (16:00) | Kapstadt (Court 2) | Schottland 53 | – | Barbados 44 |
|                  |                    |               |   |             |

| 29. Juli (18:00) | Kapstadt (Court 1) | England 62 | – | Malawi 39 |
|                  |                    |            |   |           |

| 30. Juli (11:00) | Kapstadt (Court 2) | Malawi 84 | – | Barbados 48 |
|                  |                    |           |   |             |

| 30. Juli (16:00) | Kapstadt (Court 1) | England 62 | – | Schottland 37 |
|                  |                    |            |   |               |

### Gruppe C
Tabelle
| Rang | Land      | Gew. | Unent. | Verl. | Punkte |
| ---- | --------- | ---- | ------ | ----- | ------ |
| 1    | Jamaika   | 3    | 0      | 0     | 6      |
| 2    | Südafrika | 2    | 0      | 1     | 4      |
| 3    | Wales     | 1    | 0      | 2     | 2      |
| 4    | Sri Lanka | 0    | 0      | 3     | 0      |

Spiele
| 28. Juli (18:00) | Kapstadt (Court 1) | Südafrika 61 | – | Wales 50 |
|                  |                    |              |   |          |

| 28. Juli (18:00) | Kapstadt (Court 2) | Jamaika 105 | – | Sri Lanka 25 |
|                  |                    |             |   |              |

| 29. Juli (11:00) | Kapstadt (Court 2) | Jamaika 75 | – | Wales 40 |
|                  |                    |            |   |          |

| 29. Juli (16:00) | Kapstadt (Court 1) | Südafrika 87 | – | Sri Lanka 32 |
|                  |                    |              |   |              |

| 30. Juli (9:00) | Kapstadt (Court 2) | Wales 68 | – | Sri Lanka 56 |
|                 |                    |          |   |              |

| 30. Juli (18:00) | Kapstadt (Court 1) | Jamaika 67 | – | Südafrika 49 |
|                  |                    |            |   |              |

### Gruppe D
Tabelle
| Rang | Land                | Gew. | Unent. | Verl. | Punkte |
| ---- | ------------------- | ---- | ------ | ----- | ------ |
| 1    | Neuseeland          | 3    | 0      | 0     | 6      |
| 2    | Uganda              | 2    | 0      | 1     | 2      |
| 3    | Trinidad und Tobago | 1    | 0      | 2     | 2      |
| 4    | Singapur            | 0    | 0      | 3     | 0      |

Spiele
| 28. Juli (9:00) | Kapstadt (Court 1) | Neuseeland 76 | – | Trinidad und Tobago 27 |
|                 |                    |               |   |                        |

| 28. Juli (11:00) | Kapstadt (Court 2) | Uganda 79 | – | Singapur 37 |
|                  |                    |           |   |             |

| 29. Juli (9:00) | Kapstadt (Court 1) | Neuseeland 54 | – | Trinidad und Tobago 44 |
|                 |                    |               |   |                        |

| 29. Juli (18:00) | Kapstadt (Court 1) | Trinidad und Tobago 49 | – | Singapur 36 |
|                  |                    |                        |   |             |

| 30. Juli (11:00) | Kapstadt (Court 1) | Neuseeland 80 | – | Singapur 19 |
|                  |                    |               |   |             |

| 30. Juli (16:00) | Kapstadt (Court 2) | Uganda 74 | – | Trinidad und Tobago 37 |
|                  |                    |           |   |                        |

## Zwischenrunde (13–16)

### Gruppe E
Tabelle
| Rang | Land      | Gew. | Unent. | Verl. | Punkte |
| ---- | --------- | ---- | ------ | ----- | ------ |
| 1    | Simbabwe  | 2    | 0      | 1     | 4      |
| 2    | Barbados  | 2    | 0      | 1     | 4      |
| 3    | Singapur  | 1    | 0      | 2     | 2      |
| 4    | Sri Lanka | 1    | 0      | 2     | 2      |

Spiele
| 31. Juli (9:00) | Kapstadt (Court 2) | Simbabwe 45 | – | Barbados 62 |
|                 |                    |             |   |             |

| 31. Juli (16:00) | Kapstadt (Court 2) | Sri Lanka 52 | – | Singapur 55 |
|                  |                    |              |   |             |

| 1. August (9:00) | Kapstadt (Court 1) | Barbados 55 | – | Singapur 50 |
|                  |                    |             |   |             |

| 1. August (18:00) | Kapstadt (Court 1) | Simbabwe 71 | – | Sri Lanka 36 |
|                   |                    |             |   |              |

| 2. August (9:00) | Kapstadt (Court 1) | Simbabwe 68 | – | Singapur 40 |
|                  |                    |             |   |             |

| 2. August (20:00) | Kapstadt (Court 1) | Sri Lanka 60 | – | Barbados 56 |
|                   |                    |              |   |             |

## Zwischenrunde (1–12)
Die jeweils beiden Gruppenersten qualifizieren sich für das Halbfinale.

### Gruppe F
Tabelle
| Rang | Land       | Gew. | Unent. | Verl. | Punkte |
| ---- | ---------- | ---- | ------ | ----- | ------ |
| 1    | England    | 5    | 0      | 0     | 10     |
| 2    | Australien | 4    | 0      | 1     | 8      |
| 3    | Malawi     | 3    | 0      | 2     | 6      |
| 4    | Tonga      | 2    | 0      | 3     | 4      |
| 5    | Schottland | 1    | 0      | 4     | 2      |
| 6    | Fiji       | 0    | 0      | 5     | 0      |

Spiele
| 31. Juli (9:00) | Kapstadt (Court 1) | Australien 77 | – | Schottland 37 |
|                 |                    |               |   |               |

| 31. Juli (11:00) | Kapstadt (Court 2) | Fiji 48 | – | Malawi 62 |
|                  |                    |         |   |           |

| 31. Juli (18:00) | Kapstadt (Court 2) | Tonga 46 | – | England 72 |
|                  |                    |          |   |            |

| 1. August (11:00) | Kapstadt (Court 1) | Australien 70 | – | Malawi 46 |
|                   |                    |               |   |           |

| 1. August (16:00) | Kapstadt (Court 1) | Tonga 55 | – | Schottland 47 |
|                   |                    |          |   |               |

| 1. August (20:00) | Kapstadt (Court 1) | Fiji 28 | – | England 89 |
|                   |                    |         |   |            |

| 3. August (9:00) | Kapstadt (Court 1) | Australien 55 | – | England 56 |
|                  |                    |               |   |            |

| 3. August (11:00) | Kapstadt (Court 2) | Fiji 46 | – | Schottland 62 |
|                   |                    |         |   |               |

| 3. August (18:00) | Kapstadt (Court 1) | Tonga 51 | – | Malawi 56 |
|                   |                    |          |   |           |

### Gruppe G
Tabelle
| Rang | Land                | Gew. | Unent. | Verl. | Punkte |
| ---- | ------------------- | ---- | ------ | ----- | ------ |
| 1    | Jamaika             | 5    | 0      | 0     | 10     |
| 2    | Neuseeland          | 3    | 1      | 1     | 7      |
| 3    | Südafrika           | 3    | 1      | 1     | 7      |
| 4    | Uganda              | 2    | 0      | 3     | 4      |
| 5    | Wales               | 1    | 0      | 4     | 0      |
| 6    | Trinidad und Tobago | 0    | 0      | 5     | 0      |

Spiele
| 31. Juli (11:00) | Kapstadt (Court 1) | Wales 34 | – | Neuseeland 83 |
|                  |                    |          |   |               |

| 31. Juli (16:00) | Kapstadt (Court 1) | Jamaika 61 | – | Uganda 49 |
|                  |                    |            |   |           |

| 31. Juli (18:00) | Kapstadt (Court 1) | Südafrika 69 | – | Trinidad und Tobago 28 |
|                  |                    |              |   |                        |

| 2. August (11:00) | Kapstadt (Court 1) | Wales 56 | – | Uganda 73 |
|                   |                    |          |   |           |

| 2. August (16:00) | Kapstadt (Court 1) | Jamaika 89 | – | Trinidad und Tobago 26 |
|                   |                    |            |   |                        |

| 2. August (18:00) | Kapstadt (Court 1) | Südafrika 48 | – | Neuseeland 48 |
|                   |                    |              |   |               |

| 3. August (9:00) | Kapstadt (Court 1) | Wales 70 | – | Trinidad und Tobago 55 |
|                  |                    |          |   |                        |

| 3. August (11:00) | Kapstadt (Court 2) | Jamaika 59 | – | Neuseeland 48 |
|                   |                    |            |   |               |

| 3. August (18:00) | Kapstadt (Court 1) | Südafrika 59 | – | Uganda 48 |
|                   |                    |              |   |           |

## Platzierungsspiele

### Spiel um Platz 15
| 4. August (9:00) | Kapstadt (Court 1) | Singapur 49 | – | Sri Lanka 46 |
|                  |                    |             |   |              |

### Spiel um Platz 13
| 4. August (11:00) | Kapstadt (Court 1) | Simbabwe 75 | – | Barbados 48 |
|                   |                    |             |   |             |

### Spiel um Platz 11
| 5. August (9:00) | Kapstadt (Court 1) | Fiji 71 | – | Trinidad und Tobago 37 |
|                  |                    |         |   |                        |

### Spiel um Platz 9
| 5. August (18:00) | Kapstadt (Court 1) | Schottland 42 | – | Wales 57 |
|                   |                    |               |   |          |

### Halbfinale (5–8)
| 4. August (16:00) | Kapstadt (Court 1) | Malawi 46 | – | Uganda 57 |
|                   |                    |           |   |           |

| 4. August (18:00) | Kapstadt (Court 1) | Südafrika 72 | – | Tonga 46 |
|                   |                    |              |   |          |

### Spiel um Platz 7
| 6. August (9:00) | Kapstadt (Court 1) | Malawi 64 | – | Tonga 54 |
|                  |                    |           |   |          |

### Spiel um Platz 5
| 6. August (11:00) | Kapstadt (Court 1) | Uganda 49 | – | Südafrika 47 |
|                   |                    |           |   |              |

## Finalrunde

### Halbfinale
| 5. August (11:00) | Kapstadt (Court 1) | England 46 | – | Neuseeland 40 |
|                   |                    |            |   |               |

| 5. August (16:00) | Kapstadt (Court 1) | Jamaika 54 | – | Australien 57 |
|                   |                    |            |   |               |

### Spiel um Platz 3
| 6. August (16:00) | Kapstadt (Court 1) | Neuseeland 45 | – | Jamaika 52 |
|                   |                    |               |   |            |

### Finale
| 6. August (18:00) | Kapstadt (Court 1) | England 45 | – | Australien 61 |
|                   |                    |            |   |               |

Für England war es der erste Finaleinzug in der Geschichte der Weltmeisterschaft. Während sie in der Zwischenrunde noch gegen Australien gewinnen konnten, verloren sie im Finale nach einem ausgeglichenen ersten Viertel den Anschluss. Australien gewann damit den zwölften Weltmeistertitel.